# South Bay Lakers
South Bay Lakers és un equip professional de basquetbol que juga a la D-League. Los Angeles Lakers el fundà l'any 2006, i es convertí en el primer equip de l'NBA que fou propietari d'un club de l'NBDL. Fins al 2017 és coneixia com Los Angeles D-Fenders.

## Resultats de cada any
Llegenda: V = Victòries, D = Derrotes, % = % de victòries
| Temporada             | V  | D  | %    | Playoffs                                     | Resultats                                             |
| --------------------- | -- | -- | ---- | -------------------------------------------- | ----------------------------------------------------- |
| Los Angeles D-Fenders |    |    |      |                                              |                                                       |
| 2006-07               | 23 | 27 | .460 |                                              |                                                       |
| 2007-08               | 32 | 16 | .667 | Guanyà la primera ronda Perdé les semifinals | Los Angeles 102, Colorado 95 Idaho 97, Los Angeles 90 |
| 2008-09               | 19 | 31 | .380 |                                              |                                                       |
| 2009-10               | 0  | 0  | .000 |                                              |                                                       |
| Total                 | 74 | 74 | .500 |                                              |                                                       |